# Katarzyna Śmiechowicz
Katarzyna Śmiechowicz (ur. 25 listopada 1969 w Łodzi) – polska aktorka i modelka.

## Życiorys
Mieszkała w Gadce Starej. Karierę rozpoczęła pod koniec lat 80. XX wieku. W 2000 wyjechała do Stanów Zjednoczonych Ameryki. W 2003 roku ukończyła studia na wydziale aktorskim w Beverly Hills Playhouse, a w 2005 roku Margie Haber Studio w Los Angeles.  Od najmłodszych lat tańczyła w balecie i grała w teatrze.
Była żoną modela i Mistera Polski 1990, Dariusza Młynarczyka. Od 2002 jest żoną pochodzącego z Kielc Dominika Leconte, wiceprezesa Sony Pictures Television. W 2010 urodziła bliźniaków: Antoniego i Fabiana.

## Filmografia

### Filmy
- 1987: Między ustami a brzegiem pucharu jako tancerka
- 1987: Sławna jak Sarajewo jako Zuzia
- 1987: Łuk Erosa jako pokojówka Miechowskich
- 1988: Nowy Jork, czwarta rano jako policjantka w oknie
- 1988: Niezwykła podróż Baltazara Kobera jako dziewczyna w domu schadzek[3]
- 1989: Co lubią tygrysy jako zazdrosna żona
- 1991: Szwedzi w Warszawie jako Anielka
- 1992: Wielka wsypa jako prostytutka
- 1992: Sprawa kobiet jako kochanka Philipe’a
- 1992: Kawalerskie życie na obczyźnie jako prostytutka Lili
- 1993: Żywot człowieka rozbrojonego jako Joanna, żona zboczeńca
- 1993: Lista Schindlera (Schindler’s List) jako niemiecka dziewczyna
- 1994: Komedia małżeńska jako Peggy, znajoma Karola
- 1995: Anioł śmierci (Blood of the Innocent) jako modelka
- 1995: Zdrada jako żona generała
- 1995: Dzieje mistrza Twardowskiego jako tancerka zjawa
- 1996: Gry uliczne jako senne marzenie Janka
- 1997: Ciemna strona Wenus jako Kasia, koleżanka Ewy na przyjęciu u Rosnerów
- 2000: Wielkie rzeczy jako Kaśka, była żona Jerzego
- 2000: Chłopaki nie płaczą jako „Babka”, ekspedientka w wypożyczalni wideo
- 2007: Testosteron jako Barbie
- 2009: U Pana Boga za miedzą jako Ludmiła
- 2009: Idealny facet dla mojej dziewczyny jako blond Szwedka
- 2013: Bilet na Księżyc jako tłumaczka Donata Kruger
- 2017: Dr. Sugar (film krótkometrażowy) jako BooBoo

### Seriale
- 1987: Ucieczka z miejsc ukochanych jako pomoc służącej Karolowej
- 1988–1991: Pogranicze w ogniu jako sekretarka Czarka
- 1989: Odbicia jako studentka
- 1991: Panny i wdowy jako modelka
- 1993: Czterdziestolatek. 20 lat później jako Gosia, narzeczona literata Pacierpnika
- 1995: Sukces jako prostytutki Jaronia w Paryżu
- 1996: Ekstradycja 2
- 2000: Bardzo ostry dyżur jako Zosia
- 2003–2008: Daleko od noszy jako Monika Ignaszewiczowa
- 2012: Paradoks jako właścicielka domu publicznego (odc. 13)